# ريان جاردين
ريان جاردين هو لاعب هوكي الجليد كندي، ولد في 15 مارس 1980 في أوتاوا في كندا.

## وصلات خارجية
- ريان جاردين على موقع دوري الهوكي الوطني (الإنجليزية)
- ريان جاردين على موقع EliteProspects.com (الإنجليزية)
- ريان جاردين على موقع Eurohockey.com (الإنجليزية)
- ريان جاردين على موقع HockeyDB.com (الإنجليزية)
- ريان جاردين على موقع Hockey-Reference.com (الإنجليزية)